# نقشارة رادي
نقشارة رادي (الاسم العلمي: Phylloscopus  schwarzi) (بالإنجليزية: Radde's  Warbler)‏ هو طائر ينتمي إلى (فصيلة: Phylloscopidae).